# Enigma (Star Trek: Generația următoare)
„Enigma” (titlu original: „Conundrum”) este al 14-lea episod din al cincilea sezon al serialului TV american științifico-fantastic Star Trek: Generația următoare și al 114-lea episod în total. A avut premiera la 17 februarie 1992.
Episodul a fost regizat de Les Landau după un scenariu de Barry Schkolnick bazat pe o poveste de Paul Schiffer.

## Prezentare
Memoriile echipajului sunt șterse, iar aceștia descoperă că sunt manipulați pentru a juca un rol decisiv într-un război.

## Actori ocazionali
- Michelle Forbes - Ro Laren
- Erich Anderson - Kieran MacDuff
- Liz Vassey - Kristin
- Erick Weiss - Kane
- Majel Barrett - Computer Voice